# Selman Trtovac
Selman Trtovac (* 14. August 1970 in Zadar) ist ein bildender Künstler aus Belgrad.

## Leben

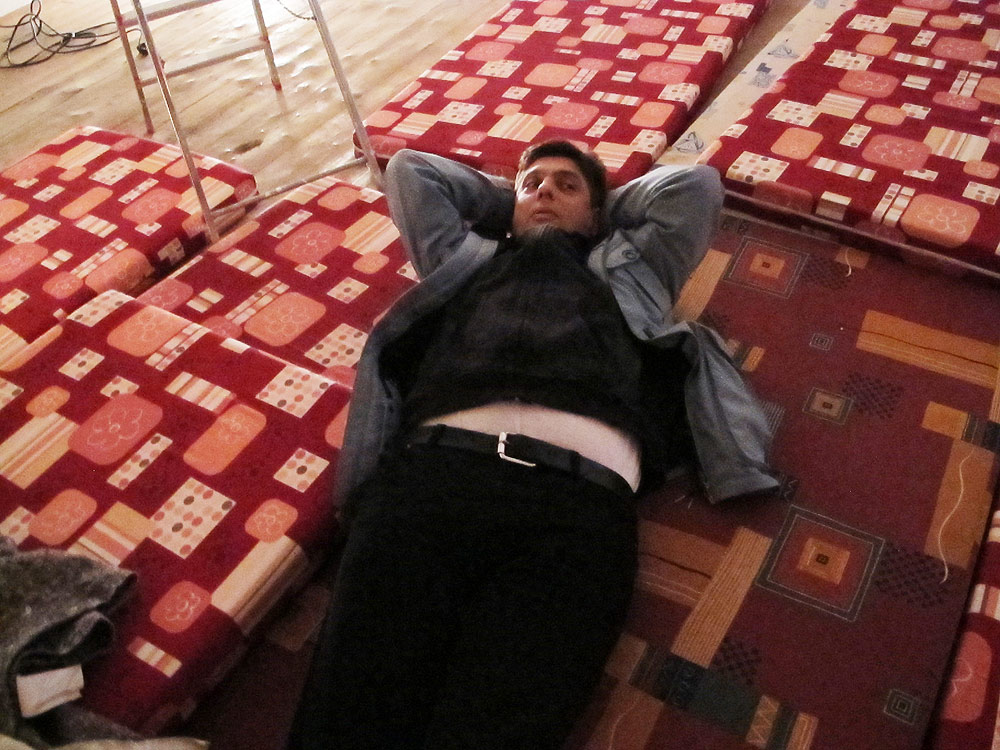
Selman Trtovac in Schwarzau (Österreich) beim „Kollektiven Träumen“ im Rahmen des Projektes „Velkiki San“

Von 1990 bis 1993 studierte er Malerei an der Fakultät der bildenden Kunst in Belgrad. Im März 1993 geht er an die Kunstakademie Düsseldorf, Klasse von Klaus Rinke. Im Jahr 1997 wird er zum Meisterschüler ernannt. Im Jahr 2000 beendet er das Studium. Er lebt und arbeitet in Belgrad und Düsseldorf.

## Kunst

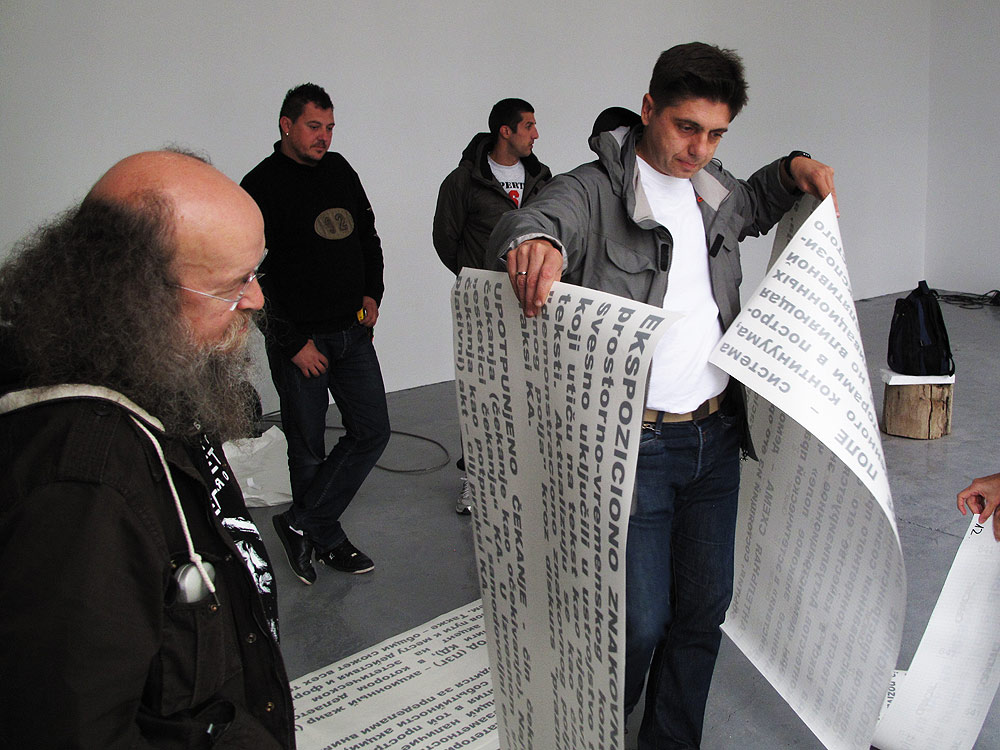
Selman Trtovac (rechts) neben Sergej Letov („Kollektive Aktionen“) bei Ausstellungsaufabau in Beograd

Selman Trtovac gehört einer Generation an, die ihre künstlerische Sprache während der 1990er Jahre in Belgrad und Düsseldorf artikulierte. Am Anfang der 1990er Jahre war er aktiv im Belgrader Studenten Kulturzentrum. Im Jahr 1993 ging er nach Düsseldorf, wo er sich in der Klasse von Klaus Rinke weiterentwickelte.
Die Ausbildung an der Kunstfakultät in Belgrad, die eine akademische Auseinandersetzung mit den Problematiken in der Kunst bedeutete, diente als eine Basis für weitere Ausbildung an der Kunstakademie Düsseldorf, wo man eine andere Auffassung der Kunst pflegte, die wiederum die Erfahrungen der „modernen“ Kunst mitbedacht hatte. Die Arbeit mit zwei Künstlern – Professoren beeinflusste seine künstlerische Sprache. Auf einer Seite war es Klaus Rinke und seine Klasse und auf der anderen war Jannis Kounellis.
Die Sublimierung dieser zwei Einflüsse leitet sich eine eigene künstlerische Sprache ab, die wiederum eine existenzielle Erfahrung reflektiert. Diese Entwicklung kann man in den Arbeiten, die seit 1997 entstanden sind, beobachten.

## Kollektive Praxis
- 2013: Trtovac verlässt die Gruppe Treći Beograd[1]
- 2014: Trtovac formiert Heterotopie Perpetuum Mobile[2]
- 2014: Trtovac ist konstituierendes Mitglied der Kulturspange von Kunst Ost

## Künstlerbiografie (Auswahl)

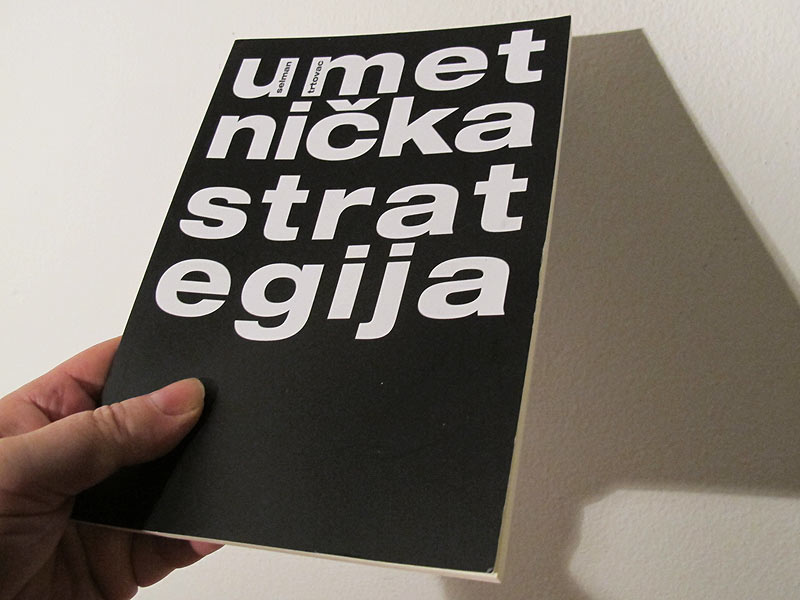
Selman Trtovac: Umetniča Strategija (Artistic Strategy), Proartorg, Beograd 2012, ISBN 978-86-911359-5-9

- 2009 Ausstellung Dialektik (zusammen mit Künstler Radoš Antonivić), Galerie Magacin, Belgrad
- 2009 Ausstellung Die Hand des Künstlers - Schwarze Hand/Hand des Mörders (zusammen mit Ilija Šoškić), Galerie Arte, Belgrad
- 2008 Ausstellung Ex nihilo nihil fit, Galerie Osmica MKM Belgrad
- 2007 Ausstellung “…što traže ekstremnosti da bi znali gde je sredina!”, Galerie für zeitgenössische Kunst in Smederevo
- 2006 Ausstellung Osvetliću tamnu stranu meseca, 150. Geburtstag von Nikola Tesla, (innerhalb der Künstlergruppe Faust-Manifest), Galerie Türkischer bad, Belgrad
- 2005 Ausstellung und Kongress IKG-a, OHNE GRENZEN - WITHOUT BORDERS - PIIRIDETA, Architekturmuseum Tallinn, Estland
- 2004 Ausstellung 10 Jahre Konkordia, Museum der zeitgenössischen Kunst, Belgrad
- 2004 IKG Kongress, Lodz und Nieborow, Polen
- 2003 Ausstellung Re-discovered, Museum der Geschichte Jugoslawiens, Belgrad
- 2001 Ausstellung Omnibus, Rekapitulacija, Galerie SKC-a, Belgrad
- 1999 Objekt Die Hand des Mörders-Mano negra, (Gruppenausstellung), Studio Stefania Miscetti, Rom
- 1998 Ausstellung (Gast) Klasse Jannis Kounellis, Salon des Museums für zeitgenössische Kunst, Belgrad
- 1997 Ausstellung Contemporaneo, Museum Pinacoteca Molaioli di Fabriano, Italien
- 1997 Ausstellung Saldo, museum kunst palast, Düsseldorf
- 1991 16 Biennale der jungen Künstler, Museum für moderne Kunst, Rijeka

## Bibliographie
- Ruka umjetnika - Crna ruka / Ruka ubice / Ilija Šoškić, Selman Trtovac (PDF-Datei; 733 kB). - Beograd : Arte Media, 2009 (Beograd : Cicero). - 46 S. : ilusstr. ; 20 × 22 cm. - ISBN 978-86-912593-1-0
- Selman Trtovac : Spirala Saha - Crven fesić, nano // Real life presence : Kunstlerhaus Graz, 21. August – 27. September 2009. - Graz : Kunstlerhaus ; Novi Sad : Muzej savremene umetnosti Vojvodine, 2009 (Novi Sad : Stojkov). - S. 46–47.
- Intervju meseca : razgovor između Ilije Šoškića i Selmana Trtovca… // Art fama. - ISSN 1452-7170. - Jahr. 3, br. 32 (2009), S. 10–18.
- Selman Trtovac: --- što traže ekstremnosti da bi znali gde je sredina!. – Smederevo: Muzej u Smederevu, 2007 (Vršac: Triton). – 60 S.: Ill.; 24 cm. - ISBN 978-86-80633-32-9
- Faust-Manifest / Tatjana Ilić, Milan Blanuša, Selman Trtovac. // Osvetliću tamnu stranu meseca / ideja, koncept, izbor Marica Radojičić. – Beograd: Muzej Nikole Tesle, 2007 (Vršac: Triton). – S. 42–45.
- Selman Trtovac // Ideja-ne-realizacija = Idea-non-realisation: Gradska galerija Požega, 29. novembar – 27. decembar 2003. / selektori Darka Radosavljević, Ljubiša Simović. – Požega: Narodna biblioteka, 2003 (Kraljevo: Duga). – S. 61.
- Selman Trtovac // Time codes / V internacionalno bijenale mladih, Vršac 6. jul – 6. septembar 2002 = V International Biennal of Young Artists, Vršac 6. July – 6. September 2002. – Vršac: Centar za savremenu kulturu Konkordija, 2002 (Vršac: Tuli). - S. 154–155.
- Selman Trtovac // Contemporaneo. – Fabriano: Pinacoteca civica Bruno Molajoli, 1997. – Str. 42-47.
- Trtovac Selman // Salon de printemps '96 du 8 au 24 mars 1996 au Théâtre Municipal à Luxembourg / sous le haut patronage du Fonds culturel national … [et al.]. – Luxembourg: Théâtre Municipal, 1996. – S. 84–85.
- Stephan von Wiese, Ursula Eisenbach (Hrsg.): Saldo: 23 Jahre Rinke-Klasse an der Kunstakademie Düsseldorf. Salon, Köln 1997, ISBN 3-932189-93-0. Hier S. 318, 331, 347, 409.
- Void / Selman Trtovac // Gostovanje studenata sa Kunstakademie – Düsseldorf u Salonu muzeja savremene umetnosti u Beogradu, 6. mart do 31. mart 1997. = Studenten der Kunstakademie Düsseldorf zu Gast im Salon des Museums der modernen Künste in Belgrad, 6. März – 31. März 1997. / tekstovi; Texte Ješa Denegri, Jannis Kounellis. – Beograd: Muzej savremene umetnosti, 1997 (Beograd: Cicero). – S. 22–23.
- Prostorna pukotina / Selman Trtovac // 16. biennale mladih Rijeka, 27.06-30. September 1991. / odgovorni urednik Berislav Valušek. – Rijeka: Moderna galerija = Museum of Modern Art, 1991. – S. 98.